# Ariete corazzato
L'Ariete corazzato o piroariete (da piroscafo e ariete) era un tipo di nave corazzata costruita per impiegare il rostro come arma principale. Tali navi furono diffuse in particolare tra gli anni 1860 e 1880, cadendo poi in disuso alla fine degli anni ottanta con l'avvento dei siluri.

## Sviluppo
Nel 1840, prima dell'avvento non solo delle navi corazzate ma anche delle prime batteria galleggianti, l'ammiraglio francese Nicolas Hippolyte Labrousse propose la costruzione di una nave a vapore progettata per speronare le navi nemiche. Nel 1860, un anno dopo il varo de la Gloire, la prima nave corazzata della storia, un altro francese, l'ingegnere navale Henri Dupuy de Lôme, progettò una nave corazzata dotata di rostro. Le prime navi corazzate progettate e costruite per l'uso anche del rostro furono le due navi classe Magenta, la Magenta e la Solférino, impostate per la Marine Nationale nel 1859. Si trattava però di navi dal design particolare, conservavano infatti l'armamento su due ponti come i vascelli dei secoli precedenti.
Veri e propri arieti corazzati debuttarono nel 1861, il primo anno della guerra di secessione americana. La prima nave corazzata del conflitto, la CSS Manassas della Confederate States Navy, era infatti un ariete corazzato: dotata di rostro e di un solo cannone e con un'opera morta ridotta al minimo fu progettata per speronare le navi dell'Unione. Al termine del conflitto su 33 navi corazzate confederate 8 erano arieti.

## Diffusione e utilizzo

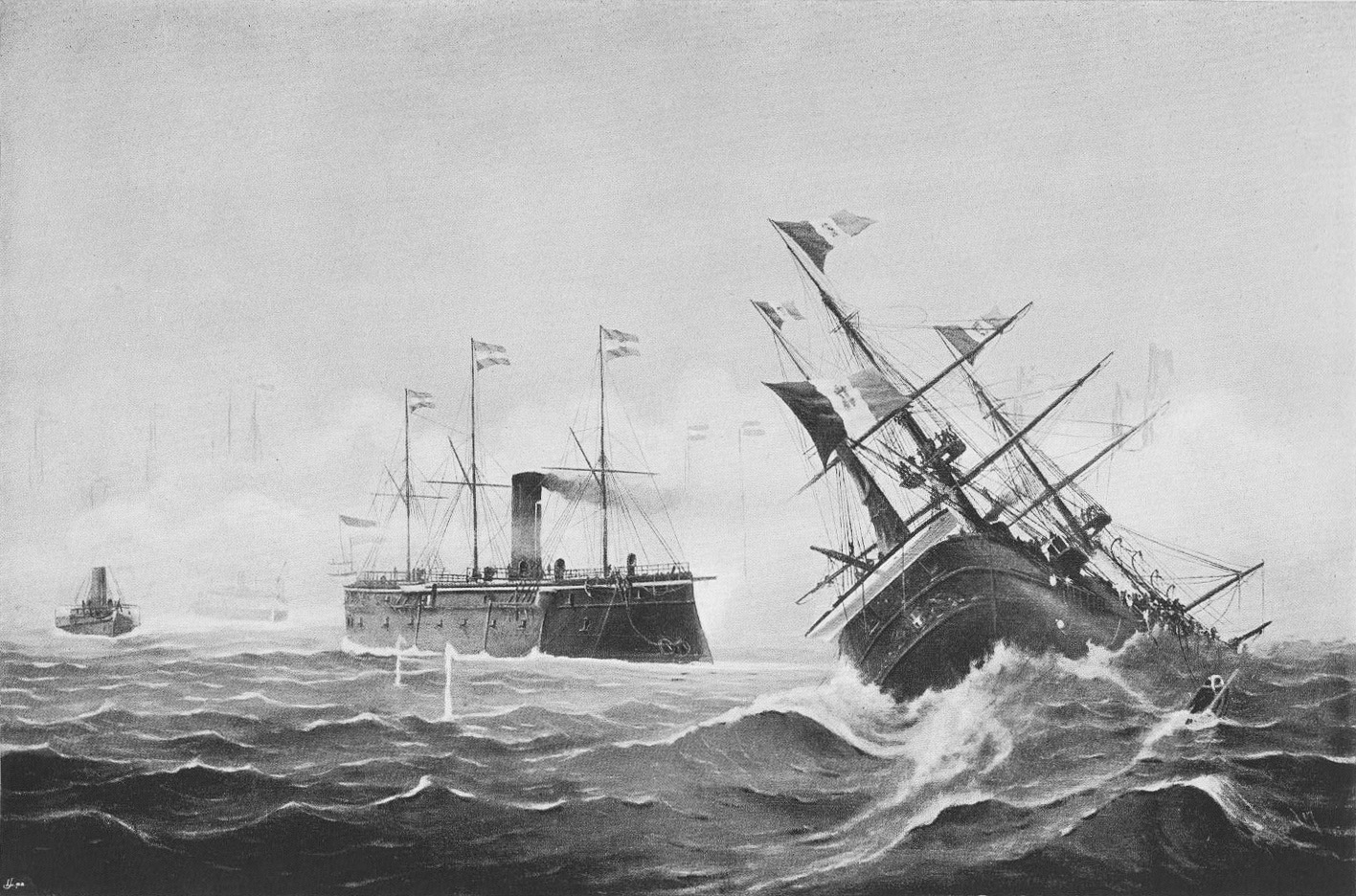
La SMS Erzherzog Ferdinand Max affonda la Re d'Italia a Lissa. Litografia, 1908

I successi ottenuti nelle manovre di speronamento, non sempre condotte da arieti ma anche da altre navi corazzate, contrapposti agli esiti spesso inconcludenti dei normali scontri a fuoco, come alla battaglia di Hampton Roads, spinsero i progettisti a continuare su questa strada. 
Infatti, nel frattempo, anche altre Marine iniziarono a dotarsi di arieti corazzati, come ad esempio l'Affondatore, impostato già nel 1863 ed entrato in servizio con la Regia Marina nel 1866.
Proprio nel 1866, alla battaglia di Lissa, le navi corazzate della Regia Marina si scontrarono con quelle della k.u.k. Kriegsmarine. Nel corso della battaglia, tra entrambi gli schieramenti serpeggiava un certo scoramento in quanto i cannoni non sembravano avere effetti significativi sulle corazze avversarie e le manovre di speronamento risultavano difficoltose da portare a termine. 
Tuttavia, durante la battaglia la nave ammiraglia austriaca, la SMS Erzherzog Ferdinand Max, riuscì a speronare ed affondare l'ammiraglia italiana, la Re d'Italia. Tale successo attirò grande attenzione negli anni a venire, sancendo il successo del rostro come arma navale.
La rinascita dello speronamento ebbe un effetto significativo sulla tattica navale. Nel XVII secolo, infatti, la tattica predominante nella guerra navale era stata la linea di battaglia, dove una formazione di navi procedeva in fila per poter garantire la maggior capacità di fuoco dalle murate. Si trattava di una tecnica totalmente incompatibile con lo speronamento, e le tradizionali tattiche di flotta furono gettate nel caos.
Gli scontri della guerra di secessione e la battaglia di Lissa influenzarono notevolmente progetti e tattiche delle flotte corazzate che seguirono. In particolare, esse insegnarono ad una generazione di ufficiali di marina la lezione, fuorviante, che lo speronamento fosse il modo migliore per affondare una corazzata nemica.

## Declino
I limitati successi ottenuti dalla speronamento durante la guerra di secessione furono frutto di varie ragioni, tra le queste la mal progettazione delle prime navi corazzate, alcune erano infatti prive di compartimenti stagni e danni limitati, come quelli causati da uno speronamento o da mine navali, potevano causare allagamenti fatali. Inoltre, a causa dei tempi stretti per l'entrata in battaglia, spesso le navi corazzate erano equipaggiate con vecchi pezzi d'artiglieria, che usavano ancora le palle di cannone e non i proiettili esplosivi, per cui i danni infliggibili alle altre navi corazzate erano per forza limitati. Dai primi anni settanta fino ai primi anni ottanta del XIX secolo la maggior parte degli ufficiali di marina britannici credettero che i cannoni come armamento principale sarebbero stati a breve sostituiti dal rostro, coloro che invece avevano notato la reale esiguità del numero di navi affondate per speronamento dovevano lottare per essere ascoltati. Le tattiche di flotta studiate per il rostro non furono mai testate in battaglia, e se lo fossero state, il combattimento che sarebbe seguito avrebbe dimostrato che i rostri potevano essere usati solo contro le navi che, per qualche motivo, erano impossibilitate a muoversi. Il rostro cadde definitivamente in disuso negli anni ottanta, quando si capì che lo stesso effetto poteva essere ottenuto con l'impiego di siluri, che garantivano inoltre alla nave attaccante una minore vulnerabilità ai nuovi cannoni a fuoco rapido.